# Adrien Sénéchal
Pour les articles homonymes, voir Sénéchal (homonymie).
Adrien Sénéchal est un artiste peintre français, né à Reims le 5 juillet 1895, où il est mort le 28 août 1974.

## Biographie

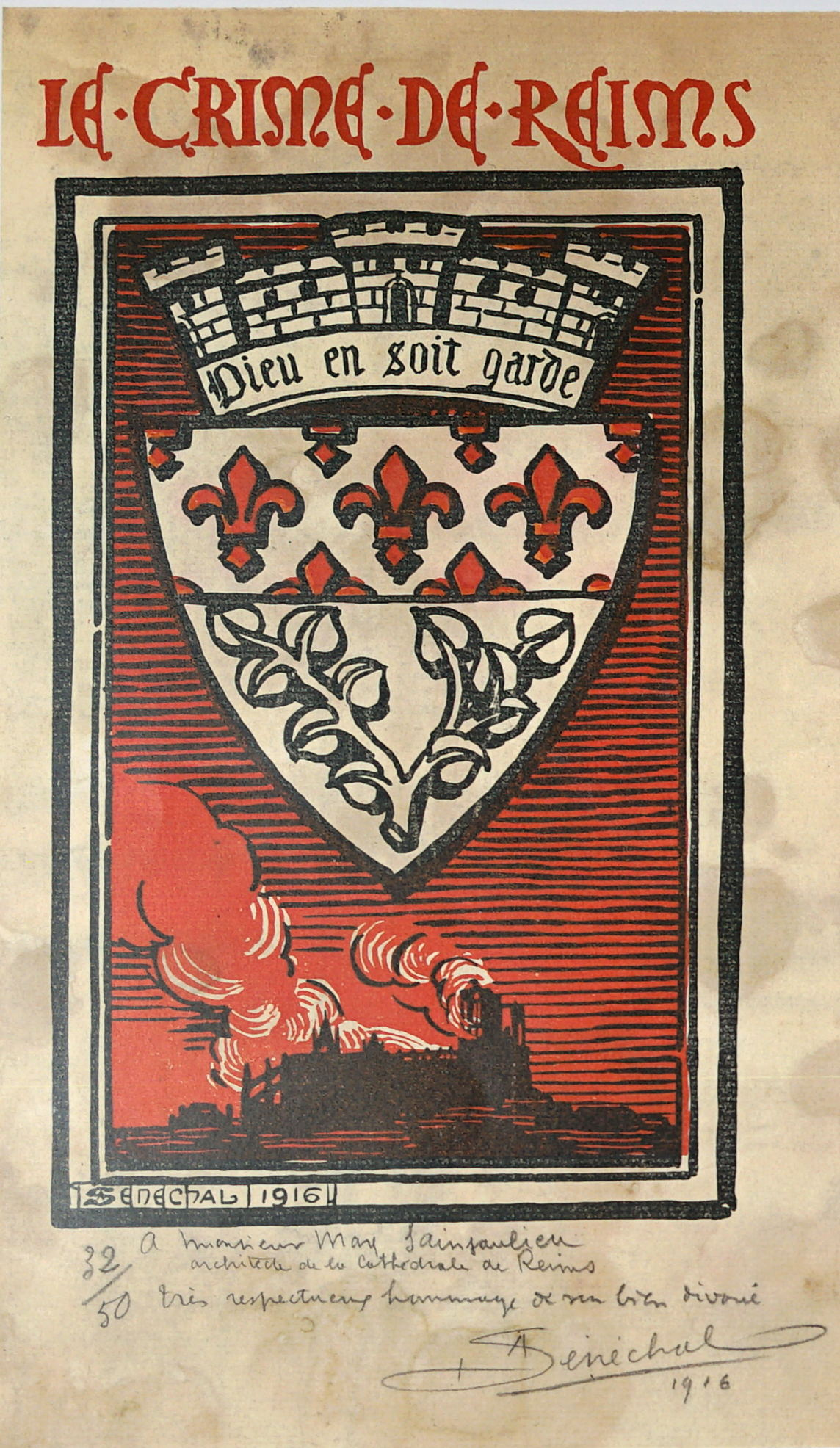
Adrien Sénéchal, Le crime de Reims, 1916.

Adrien Sénéchal est né le 5 juillet 1895 au 17, rue Saint-Symphorien à Reims. Il est le fils d'Eugène Sénéchal (2 décembre 1862 - 10 janvier 1929), cordonnier et d'Adèle Sénéchal, née Bidoit (20 mai 1867 - 1959), rentrayeuse,.
Élève de l’École nationale des arts décoratifs à Paris et de Jules Adler, Adrien Sénéchal réalisa un grand nombre d’affiches et de portraits. Sa série de 18 pastels représentant l’incendie de la cathédrale de Reims du 19 septembre 1914 fut présentée à Paris, en 1919, à la galerie Georges Petit, en la présence du président de la République Raymond Poincaré et du président des États-Unis Thomas Wilson. 
En 1925, il décora entièrement la chapelle des Filles de la Charité, rue Féry à Reims, peinture et conception du mobilier, avec la participation d’Eugène Bourgouin. De cette œuvre, il ne reste plus que la statue de la Vierge de ce dernier. Il épousa le 15 juin 1937 Yvonne Germaine Simon (1912 - 4 décembre 2007), à Ligny-en-Barrois. 
En 1966, il sera interviewé par la télévision au sujet de l'incendie de la cathédrale de Reims.
Son monument funéraire, dans le canton 13 au Cimetière du Nord de Reims, est orné d’un buste-médaillon en bronze par Guéry, le représentant de profil.
Une rue et un gymnase porte son nom.
Il décède le 28 août 1974 au 20, rue Saint-Symphorien à Reims.

## Œuvres
- Affiche publicitaire La Champagne, 1937[8]
- L'Art en deuil, 1914, 1914[9]
- La place Royale : défilé de la cavalcade de "Reims magnifique", 1926[10]
- Centaure chassant à l'arc des colombes, 1927[11]
- Docteur Adrien Pozzi, Maire, 1933[12]
- Michel Sicre, Maire de Reims de 1945 à 1947, 1956[13]
- Albert Réville, Maire de Reims de 1947 à 1949, 1956[14]
- Roger Jardelle, Maire de Reims de 1949 à 1953, 1956[15]
- Intérieur de la cathédrale de Reims, 1965[16]
- René Bride, Maire de Reims, 1968[17]